# Provincia di Antonio Quijarro
La provincia di Antonio Quijarro è una delle 16 province del dipartimento di Potosí nella Bolivia meridionale. Il capoluogo è la città di Uyuni.
Al censimento del 2001 possedeva una popolazione di 37.428 abitanti.

## Geografia antropica

### Suddivisioni amministrative
La provincia è suddivisa in 3 comuni:
- Porco
- Tomave
- Uyuni